# マタイ
マタイは、新約聖書の福音書に登場する人物でイエス・キリストの十二使徒の1人。マタイはヘブライ語系の名前で、新約聖書原文のギリシア語表記はマタイオス (Μαθθαῖος, Maththaios) である。日本語ではマテオ、マトフェイとも表記する。聖書によればイエスの弟子となる以前は徴税人(en)であった。キリスト教会では伝統的に新約聖書所収の『マタイによる福音書』の著者・記者とみなして来たが、近代以降の聖書学では使徒マタイと福音書記者マタイは別人であるとする説が有力である。
マタイは後に東方諸教会・正教会・カトリック教会・聖公会・ルーテル教会で聖人とされた。

## 各国語での表記
ラテン語ではマタエウス (Matthaeus)、フランス語ではマテュー (Matthieu)、英語ではマシュー (Matthew)、ドイツ語ではマテウス (Matthäus)、ロシア語ではマトフェイ (Матфей) 、アラビア語ではマッター（مَتَّى, Mattā）となる。日本語では「マタイ」という表記と共に、まれにイタリア語に由来する「マテオ」(Matteo) という表記が用いられることがある。日本のカトリック教会でも「マテオ」という表記が用いられていたがこれはラテン語に基づく。Matthaeusの奪格型Mattaeoを教会式発音によってカナ転写したものである。日本ハリストス正教会ではロシア語に由来する「マトフェイ」という表記を用いる。

## 生涯

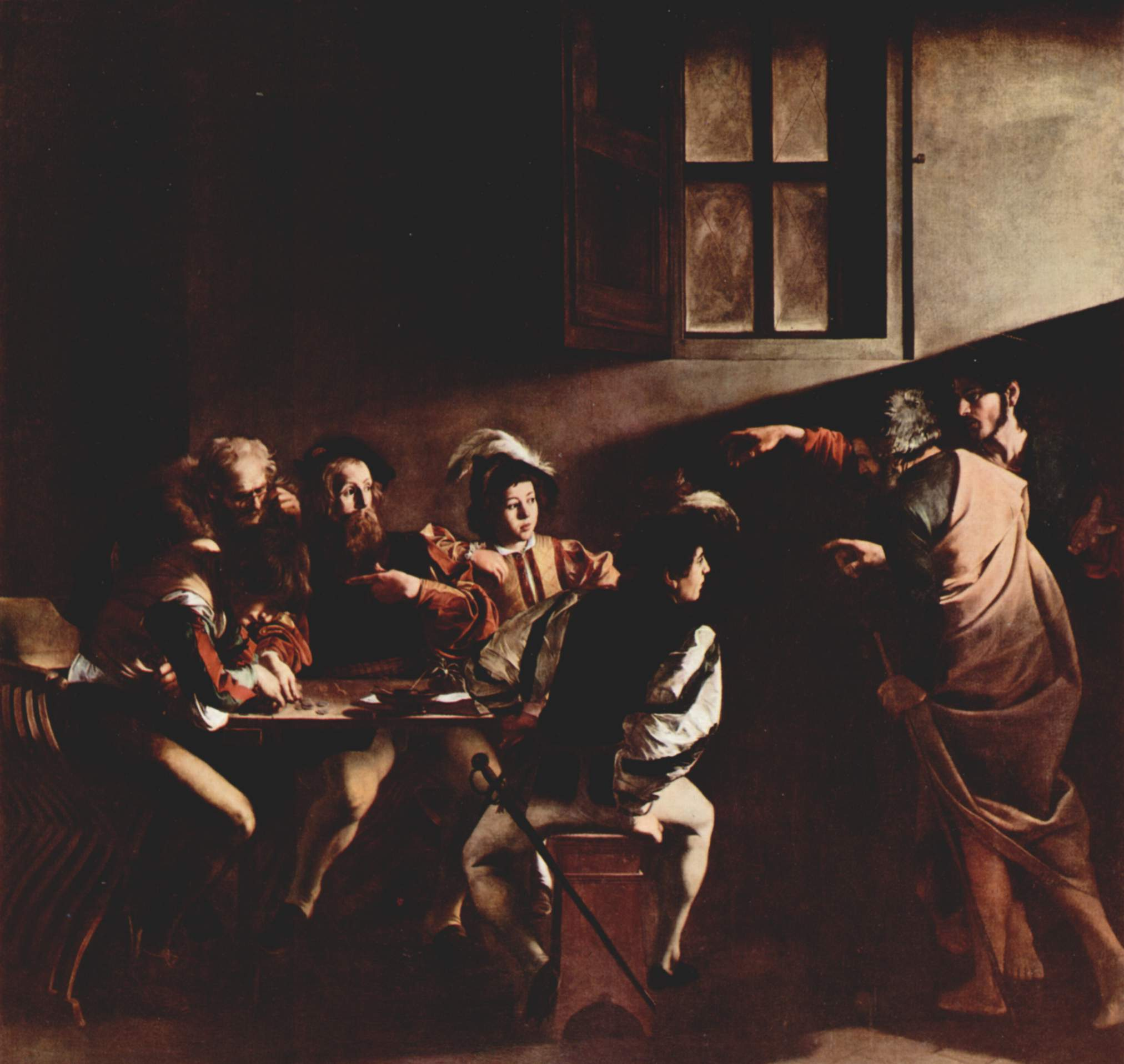
聖マタイの召命（カラヴァッジオ）1592年 - 1602年頃　サン・ルイジ・デイ・フランチェージ聖堂（ローマ）

『マタイによる福音書』9:9によればローマ帝国の徴税人であったが、イエスの召命に応えて弟子となったとされる。『マルコによる福音書』2:13以下と『ルカによる福音書』5:27以下では同じような記述がみられるが、呼ばれた弟子の名前は「アルファイの子レビ」または「レビ」となっている。このため、伝統的にはマタイとレビ（レヴィ）は同一人物をさすと解釈されてきた。イエスの弟子となったときの記事を除けば、聖書はマタイの言動を伝えていない。ただし『使徒言行録』にはキリストの昇天後に第1章13節で名前を列挙された使徒11人の一人としてマタイの名前があり、他に「十一人」と表現されている第1章26節と第2章14節でマタイの存在が知られる。
マタイに関して新約聖書以外に種々の伝承があるが史実は不明である。キリスト教会ではマタイが殉教したとして聖人として崇敬しているが、2世紀の著名な神学者アレクサンドリアのクレメンスはその死は殉教ではないと伝えている。マタイが宣教した地域についても伝承によってエチオピア、パルティア、ペルシアと異なった説がある。なお、アレクサンドリアのクレメンスは、マタイが宣教師としてパレスチナの地を離れたのはイエスの刑死の12年後と伝えている。

### 福音書記者マタイについて

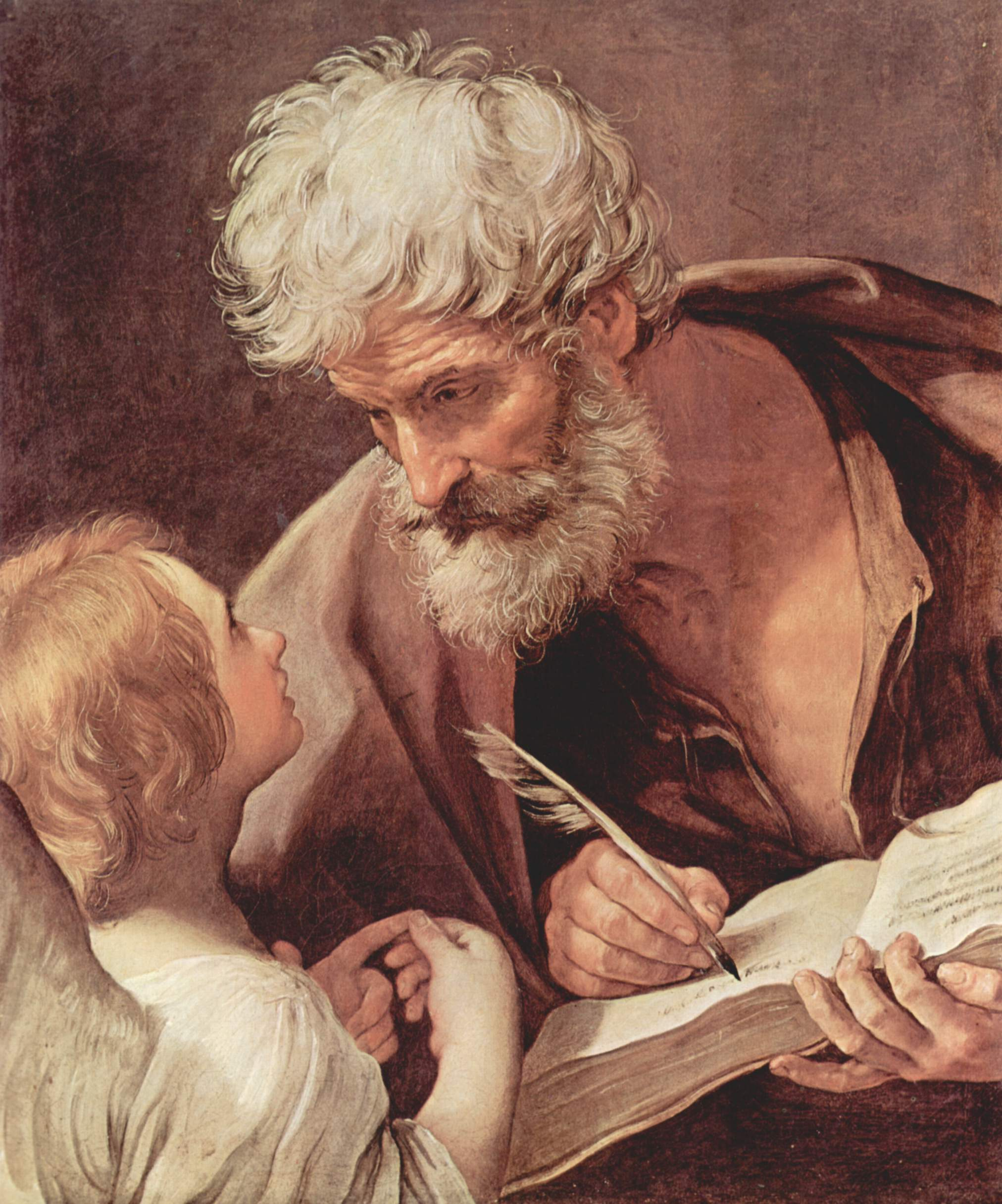
福音書記者聖マタイと天使（グイド・レーニ、1620年）

『新約聖書』所収の四福音書のうち『共観福音書』3書は本文中に記者の名前が無く、マタイ、マルコ、ルカという各記者の名は2世紀になって現れるもので、誰が書いたかは不明である。キリスト教会では古代以来伝統的に『マタイによる福音書』の記者は使徒マタイとみなして来た。ヒエラポリスの教会の主教パピアスの2世紀の言葉「マタイはヘブライ語で言葉（タ ロギヤ）を編纂した。しかし各人が可能なように翻訳した」が「教会史の父」4世紀のエウセビオスによって伝えられている。しかし近代以降の聖書学では使徒マタイと福音書記者マタイは別人であるとする説が有力である。マタイという名はアラム語起源のもので、使徒マタイが初期教団内のヘブライズムの中心人物のひとりであったことが福音書記者伝承に反映された可能性が示唆される。一方で現代のキリスト教会内で聖書信仰の福音派など、使徒マタイが『マタイによる福音書』の記者であると理解している立場もある。

## 美術作品におけるマタイ
- 聖マタイと天使（ジローラモ・サヴォルド、1529年頃）
- 聖マタイと天使（カラヴァッジオ、1602年）
- 聖マタイの殉教（カラヴァッジオ、1599年-1600年頃）

マタイを描いた美術作品では特にカラヴァッジオのものが著名である。
マタイはしばしば天使と共に描かれる。これは『エゼキエル書』第1章に登場する生き物の持つ4つの顔である天使（翼がある人間）、獅子、雄牛、鷲をそれぞれ各福音書記者のアトリビュート（持ち物）としたキリスト教の伝統によっている。なお獅子はマルコ、雄牛はルカ、鷲はヨハネのアトリビュートである。マタイのアトリビュートとしては天使の他に財布、福音書、ゆりかごの中の嬰児、槍、斧がある。
正教会ではイコノスタシス（イコンを掲げる衝立て）の「王門」または「美しの門」と呼ばれる開口部の扉にマタイを含む福音書記者のイコンを掛ける。